# Église de Korpilahti
L'église de Korpilahti (finnois : Korpilahden kirkko) est  une église luthérienne située dans l'ancien territoire de Korpilahti à Jyväskylä en Finlande.

## Description

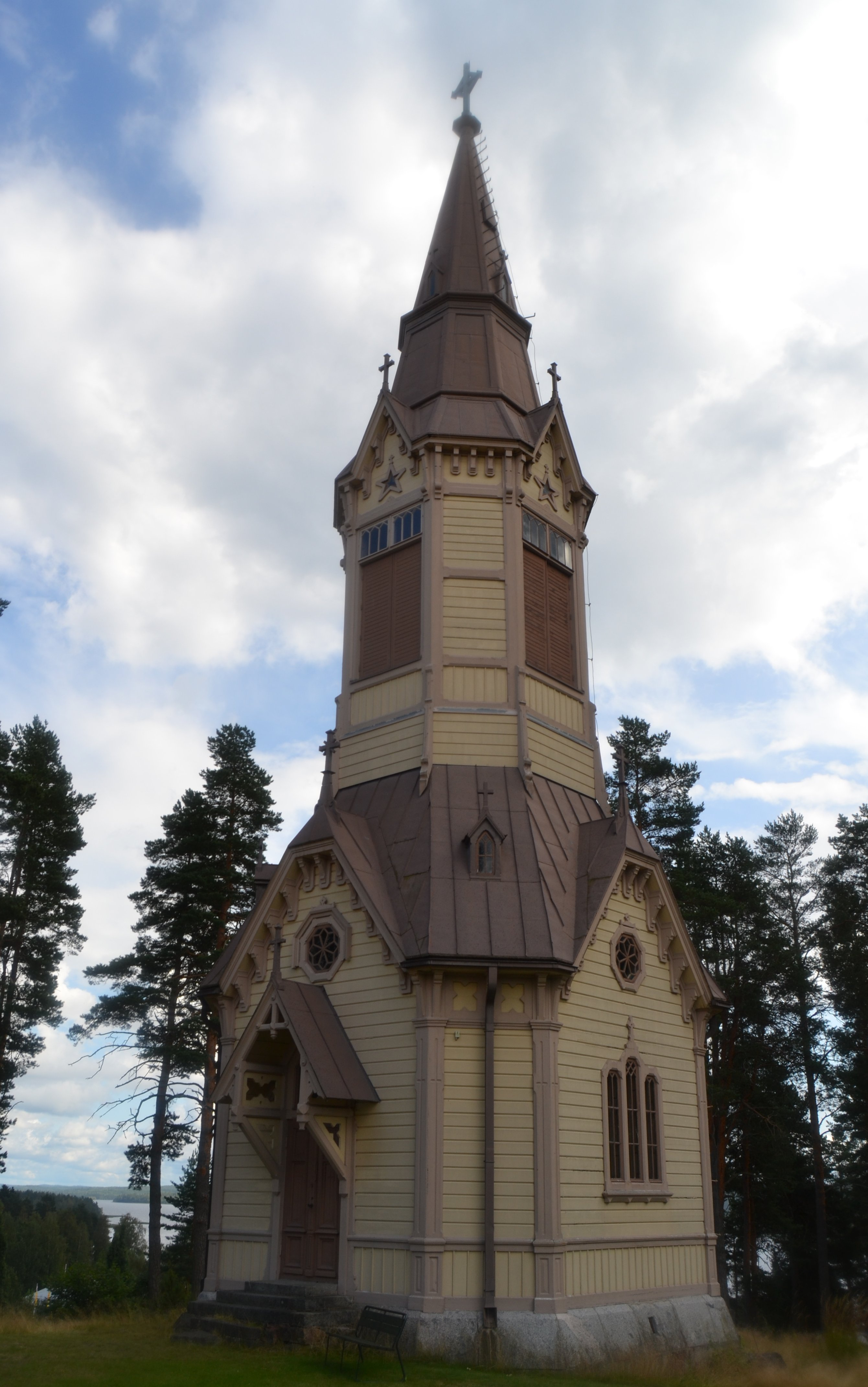
Le clocher

Conçue par Charles Bassi sa construction se termine en 1826.
La tour du clocher est construite en 1885 sur les plans de Alfred Cavén.
Le retable, intitulé Venez à moi, est réalisé en 1904 par Wilho Sjöström.
L'autel est transféré dans la sacristie lors de la rénovation de 1927 conçue par Alvar Aalto.